# Motion (album)
Pour les articles homonymes, voir Motion.
Albums de The Cinematic Orchestra
Remixes 98–2000
(2000)
Motion est le premier album du groupe britannique de nu jazz et downtempo The Cinematic Orchestra, sorti au Royaume-Uni en septembre 1999 sur le label Ninja Tune.

## Présentation
Le concept de l'album vient d'un membre principal du groupe, Jason Swinscoe, qui a amassé divers échantillons — motifs de batterie, lignes de basse et échantillons de mélodie — qui l'ont inspiré et influencé. Il les a ensuite présentés à un groupe de musiciens pour apprendre puis improviser autour. Les pistes de projet résultantes sont ensuite remixées sur ordinateur par Swinscoe pour créer l'album finalisé.
Le succès de l'album a amené le groupe à se produire lors de la cérémonie des Director's Guild Awards (en) 1999 pour la remise du Lifetime Achievement Award (en) au réalisateur Stanley Kubrick.
En 2012, l'album reçoit une double certification argent, au Royaume-Uni, de l'Independent Music Companies Association (en) qui indique des ventes d'au moins 40 000 exemplaires dans toute l'Europe.

## Liste des titres
Toutes les chansons sont écrites et composées par Jason Swinscoe, sauf annotation.
| 1.    | Durian (écrit et produit par Jason Swinscoe et Eva Katzenmaier) | 7:00  |
| 2.    | Ode to the Big Sea                                              | 5:43  |
| 3.    | Night of the Iguana                                             | 13:22 |
| 4.    | Channel 1 Suite                                                 | 5:51  |
| 5.    | Bluebirds                                                       | 5:06  |
| 6.    | And Relax!                                                      | 4:57  |
| 7.    | Diabolus                                                        | 9:16  |
| 51:15 |                                                                 |       |

| Titres bonus, édition japonaise (Toy's Factory, 22 décembre 1999) | Titres bonus, édition japonaise (Toy's Factory, 22 décembre 1999) | Titres bonus, édition japonaise (Toy's Factory, 22 décembre 1999) | Titres bonus, édition japonaise (Toy's Factory, 22 décembre 1999) | Titres bonus, édition japonaise (Toy's Factory, 22 décembre 1999) | Titres bonus, édition japonaise (Toy's Factory, 22 décembre 1999) | Titres bonus, édition japonaise (Toy's Factory, 22 décembre 1999) | Titres bonus, édition japonaise (Toy's Factory, 22 décembre 1999) | Titres bonus, édition japonaise (Toy's Factory, 22 décembre 1999) | Titres bonus, édition japonaise (Toy's Factory, 22 décembre 1999) |
| No                                                                | Titre                                                             | Durée                                                             |                                                                   |                                                                   |                                                                   |                                                                   |                                                                   |                                                                   |                                                                   |
| ----------------------------------------------------------------- | ----------------------------------------------------------------- | ----------------------------------------------------------------- | ----------------------------------------------------------------- | ----------------------------------------------------------------- | ----------------------------------------------------------------- | ----------------------------------------------------------------- | ----------------------------------------------------------------- | ----------------------------------------------------------------- | ----------------------------------------------------------------- |
| 8.                                                                | Channel 1 Suite (Hefner mix)                                      | 4:45                                                              |                                                                   |                                                                   |                                                                   |                                                                   |                                                                   |                                                                   |                                                                   |
| 9.                                                                | Ode to the Big Sea (Four Tet mix)                                 | 7:36                                                              |                                                                   |                                                                   |                                                                   |                                                                   |                                                                   |                                                                   |                                                                   |
| 63:38                                                             |                                                                   |                                                                   |                                                                   |                                                                   |                                                                   |                                                                   |                                                                   |                                                                   |                                                                   |

## Certification
| Région                                                                                                 | Certification | Ventes/Streams |
| --- | ------------- | -------------- |
| Royaume-Uni (BPI)                                                                                      | 2 × Argent    | 40 000^        |
| *Ventes selon la certification ^Mise en rayon selon la certification xNon précisé par la certification |               |                |